# Stenaskjum
Stenaskjum är en bebyggelse norr om Bollebygd, väster om Nolån i Bollebygds kommun. 2015 avgränsade SCB här en småort.
2018 räknades bebyggelsen som en del av tätorten Fjällastorp.